# Uso Anglicano
O Uso Anglicano é uma forma de liturgia usada por algumas paróquias católicas que anteriormente foram da Igreja Anglicana e que em 1980 foram autorizadas pelo Papa João Paulo II a manterem a tradição litúrgica e organizativa anglicanas.
O rito, sendo uma variante do Rito Romano, assemelha-se por isso com a Missa Tridentina. Mas, ele é baseado também no antigo rito inglês de Sarum e no Livro de Oração Comum anglicano.
Uma outra Provisão Pastoral permitiu que ministros anglicanos ou protestantes de tradição litúrgica sejam aceitos pela Igreja Católica e ordenados sendo casados. Essas paróquias pessoais não possuem uma supervisão episcopal própria, nem um ordinariato específico, mas estão sujeitas aos bispos locais.
Existem poucas paróquias pessoais desse rito, sendo que todas elas estão nos Estados Unidos da América (EUA). Em 2009, devido à constituição apostólica Anglicanorum Coetibus, do Papa Bento XVI, os anglicanos que quisessem entrar "na plena comunhão com a Igreja Católica" seriam organizados em ordinariatos pessoais. Devido a este facto histórico, no dia 3 de Março de 2010, um grupo de leigos e clérigos católicos (na sua maior parte casados) do Uso Anglicano, juntamente com os anglicanos dissidentes norte-americanos da Comunhão Anglicana Tradicional, solicitaram formalmente a criação nos EUA de um ordinariato pessoal. Em 2012, o Papa Bento XVI erigiu o Ordinariato Pessoal da Cátedra de São Pedro (em inglês: Personal Ordinariate of the Chair of Saint Peter), o primeiro ordinariato pessoal estabelecido nos Estados Unidos da América. A maioria das paróquias pessoais de Uso Anglicano foram transferidas juridicamente das dioceses em que estavam inseridas para o Ordinariato. O Uso Anglicano manteve-se como a forma litúrgica utilizada por este ordinariato.